# Chantal Berthelot
Pour les articles homonymes, voir Berthelot.
Chantal Berthelot, née le 12 septembre 1958 à Mana en Guyane, est une personnalité politique française.

## Biographie

### Jeunesse
Elle fonde en 1993 un syndicat agricole, le Groupement régional des agriculteurs de Guyane (GRAG). Experte permanente auprès du conseil de direction de l'Office de développement de l'économie agricole des départements d'outre-mer (1990-1997), elle est présidente du Centre de gestion et d'économie rurale de Guyane de 1985 à 1998.

### Parcours politique
Chantal Berthelot est également 3e vice-présidente de la Chambre d'agriculture de Guyane.
Élue conseillère régionale en 1998 et 2004 sur la liste du Parti socialiste guyanais, elle est la première vice-présidente du Conseil régional de la Guyane.

### Membre du Conseil économique et social
Membre du Conseil économique et social de 1999 à 2004, elle est l'auteur d'un rapport intitulé Quels enjeux et quels développements pour les agricultures des départements d’outre-mer.
Aux élections législatives de 2007, elle est élue députée de la deuxième circonscription de la Guyane pour la XIIIe législature, avec le soutien du Parti socialiste guyanais et du Parti socialiste, au détriment du député sortant et ancien ministre Léon Bertrand.
Lors du vote au Congrès de Versailles, le 21 juillet 2008 pour la révision constitutionnelle elle vote en faveur du projet du président Nicolas Sarkozy contre l'avis du groupe socialiste, la réforme passera de deux voix.
En 2010, elle est tête de liste aux élections régionales de Guyane.
Dans le cadre de la primaire socialiste de 2011, elle apporte son soutien à Jean-Michel Baylet après avoir siégé avec le Parti radical de gauche à l'Assemblée nationale et est investie par le PRG lors des élections législatives françaises de 2012.
Elle est réélue députée au terme des élections législatives de 2012 après avoir été investie par le PRG mais siège avec le Groupe socialiste en tant qu'apparentée.
Elle est membre depuis 2007 de la commission du développement durable et de l'aménagement du territoire.
Depuis le 25 juillet 2012, Chantal Berthelot est vice-Présidente de la délégation aux outre-mer. Elle est présidente du Groupe d’amitié France-Suriname à l’Assemblée Nationale . Depuis le 30 mai 2013, Chantal Berthelot est également présidente de la Commission Nationale d’Évaluation des Politiques d’État Outre-Mer (CNEPEOM), qui a remis son premier rapport biennal le 14 octobre 2014.
Le 3 mars 2014, elle est nommée co-Présidente du Comité National de suivi pour la mise en œuvre de la stratégie nationale relative à l'érosion littorale.
En 2015, tête de liste AGEG-PSG « cultiver la Guyane » elle se présente aux Élections territoriales de 2015 en Guyane mais elle perd en arrivant à la 3e position,.
Le 10 juin 2017, elle est éliminée dès le premier tour des élections législatives avec 19,48 % des suffrages exprimés, devancée par Lénaïck Adam, le candidat La République en marche et un candidat issu du mouvement de protestation de mars 2017, Davy Rimane.

### Safer de Guyane
En mai 2023, elle est élue au poste de présidente de la Safer de Guyane à la suite de la démission de l'ancien président, Christian Epailly,.
En mars 2024 à l'occasion du salon de l'Agriculture, elle s'engage aux côtés du président de la Safer Guadeloupe, Rodrigue Trèfle, pour un plaidoyer visant à préserver les terres agricoles et promouvoir le développement durable.